# Alpinia copelandii
Alpinia copelandii är en enhjärtbladig växtart som beskrevs av Henry Nicholas Ridley. Alpinia copelandii ingår i släktet Alpinia och familjen Zingiberaceae. Inga underarter finns listade i Catalogue of Life.